# Leuchtturm

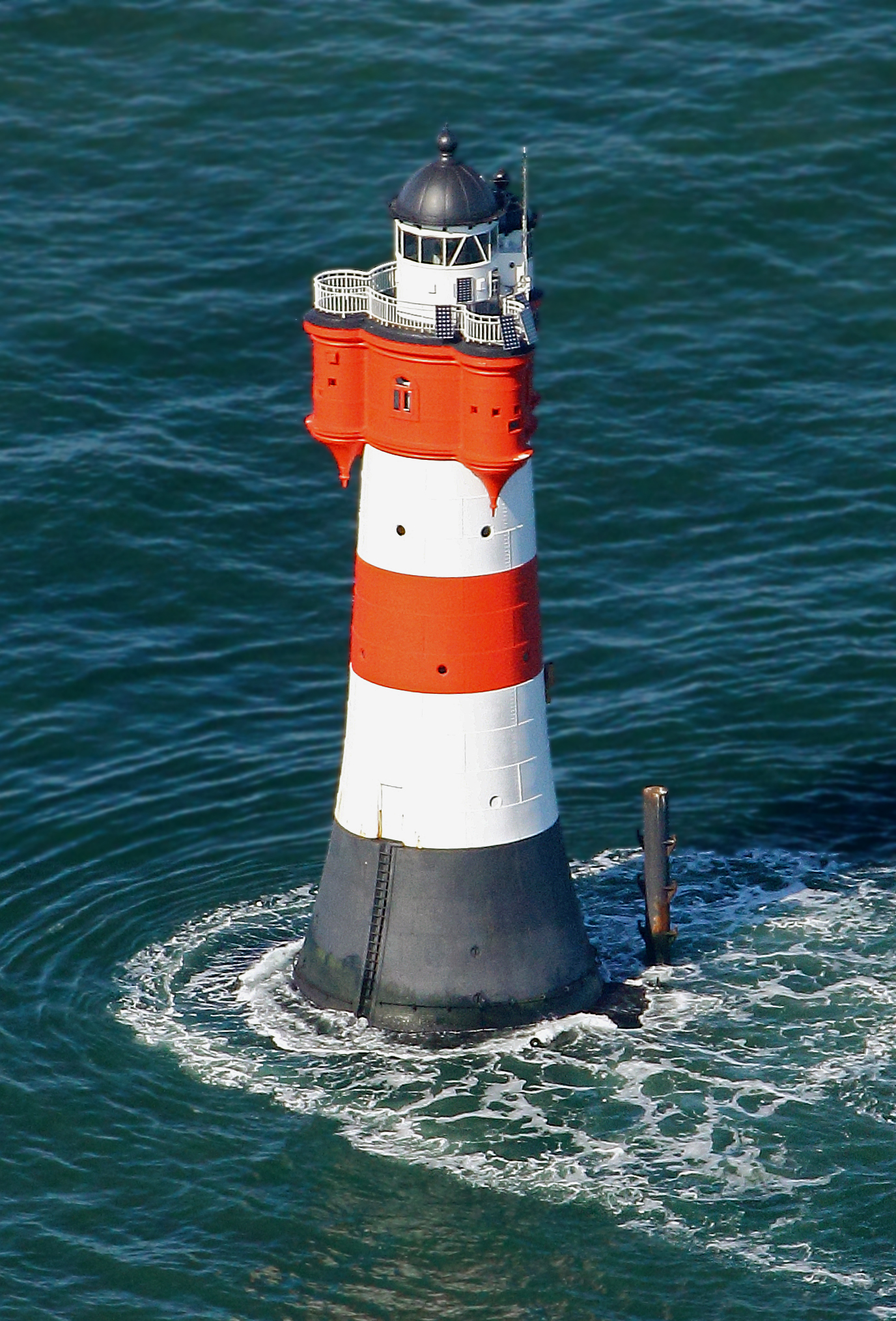
Ehemaliger Leuchtturm, heute (unbeleuchtete) Landmarke Roter Sand

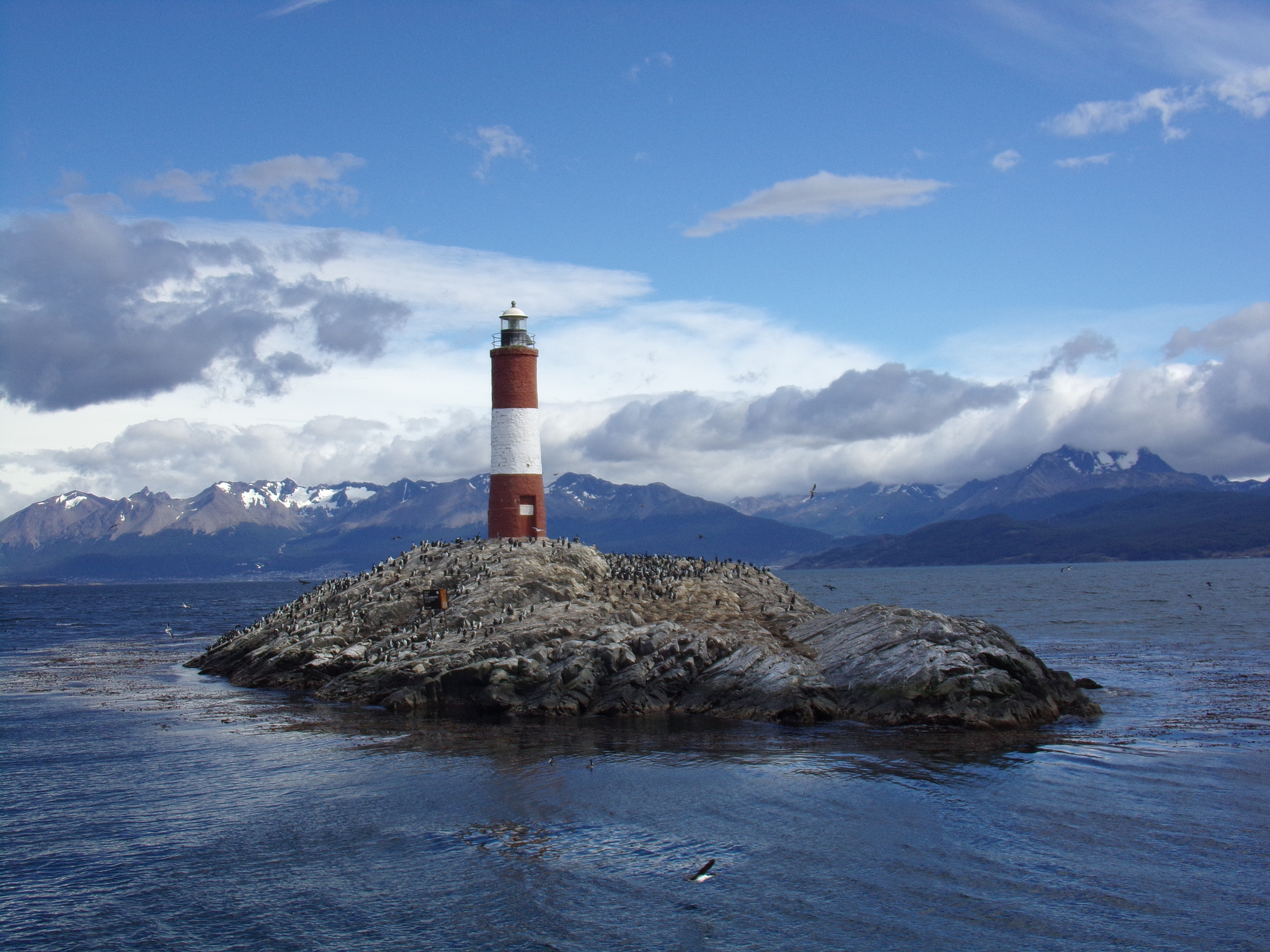
Leuchtturm Faro Les Éclaireurs bei Ushuaia, Argentinien

Als Leuchtturm wird ein Turm bezeichnet, der eine Befeuerung trägt. Leuchttürme sind insbesondere nachts weithin sichtbare Schifffahrtszeichen (durch die abgegebenen Leuchtfeuer sowie als Peilmarke) und dienen der Ortsbestimmung, der Warnung vor Untiefen oder der Fahrwassermarkierung.

## Zweck

### Aussenden eines Lichtsignals

Kennung (Lichtcharakter) am Beispiel des Leuchtturms von Ameland während eines 30-Sekunden-Intervalls

Animation des Lichtcharakters des Leuchtturms von Ameland

Leuchttürme im engeren Sinn dienen zur dauerhaften Markierung eines Orts und senden, um identifizierbar zu sein, ein individuelles Lichtsignal aus, das von einem entfernten Punkt aus betrachtet aus einer rhythmischen Abfolge von Lichtblitzen besteht, die meist durch mehrere Sammellinsen, die als Ring um eine sehr kleine Lichtquelle rotieren, realisiert werden. In von Nebel getrübter Luft ist daher das Vorbeiwischen eines durchstrahlten Sektors zu beobachten. Um weit zu reichen, wird das Licht nicht nur zu einem schmalen Sektor (= sichtbar als kurzer Blitz) gebündelt, sondern auch nahe um die Horizontalebene, wegen der Erdkrümmung eventuell um einen sehr stumpfen Kegel. Das Signal kann so gesteuert, abgeblendet und/oder gefärbt werden, dass es abhängig von der Richtung (Horizontalwinkel) unterschiedlich wahrgenommen wird und damit eine Zusatzinformation bietet.

### Sonderfall: Leuchttürme zu Beleuchtungszwecken
In Ausnahmefällen können Leuchttürme auch zu Beleuchtungszwecken eingesetzt werden. Dabei werden Lichtquellen so hoch positioniert, dass ihr Licht auch in einiger Entfernung den Boden noch in ausreichend großem Winkel trifft, um menschliche Arbeit und Fortbewegung zu erleichtern. So dienten zum Beispiel die zwei Feuertürme von Schloss Luberegg am Donauufer in Emmersdorf (Niederösterreich), um 1780–1811 zur Beleuchtung des Ufers, damit per Holzschwemme ankommendes Holz auch nachts auf Flusskähne verladen werden konnte. Die etwa 120 m entfernt voneinander stehenden Türme ermöglichten die schattenarme Beleuchtung des zwischen ihnen liegenden Geländes.

## Technik

### Bauweise

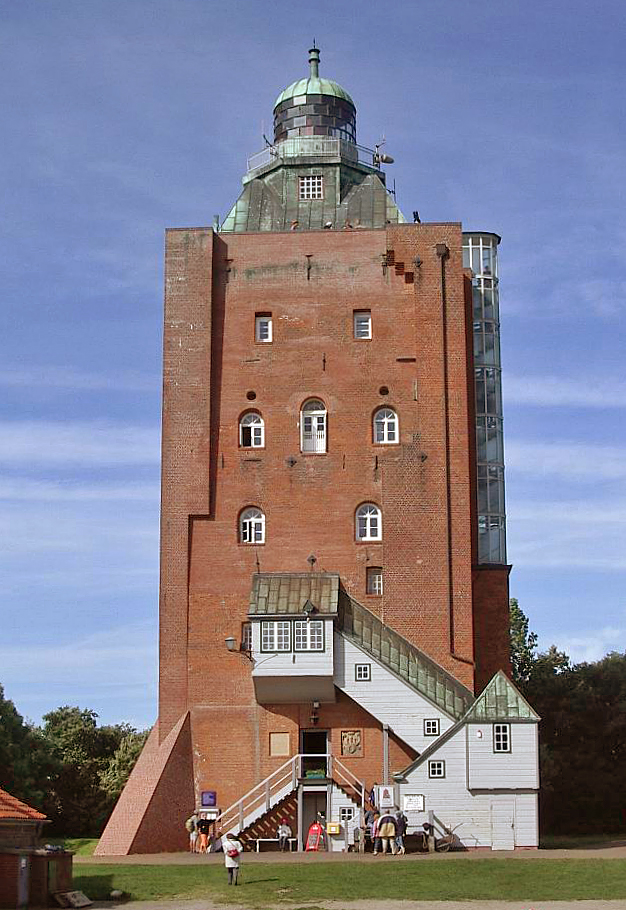
Der Leuchtturm Neuwerk von 1310 ist eines der ältesten Profanbauwerke an der deutschen Küste. Das aufgesetzte Lampenhaus stammt aus dem Jahr 1814.

Die Bauweise der Leuchttürme ist sehr vielfältig. In vorindustrieller Zeit waren Leuchttürme zumeist gemauert, vorrangig als Rundturm, oftmals als Achteck oder in Gebäudeform (quadratisch) mit aufgesetzter runder Laterne. In historischen Turmkonstruktionen befanden sich mitunter Wohn- und Arbeitsräume für das Bedienpersonal, die oft durch Nebengebäude ergänzt wurden. Da der Beruf des Leuchtfeuerwärters durch die Automatisierung nicht mehr ausgeübt wird, dienen die ehemaligen Arbeitsräume heute anderen Aufgaben. Mit Aufkommen des Metallbaus wurde es möglich, leichte windbeständige Konstruktionen aus Gusseisen, aus Schmiedestahl und schließlich aus gegossenem und gewalztem Stahl zu errichten. Dabei überwog zunächst Stahlfachwerk, später rohr- und mastartige Konstruktionen. Heutzutage sind viele derartige Bauwerke aus Stahlbeton, Bauten aus glasfaserverstärktem Kunststoff wie Kahlersand an der Elbe blieben die Ausnahme. Lichtanlage und Optik sind bei größeren Bauten zumeist aufgesetzt, sie werden als Lampenhaus oder Laterne bezeichnet. Einige Leuchttürme verfügen über Nebelhörner oder Nebelglocken, um die Orientierung bei schlechter Sicht zu ermöglichen.

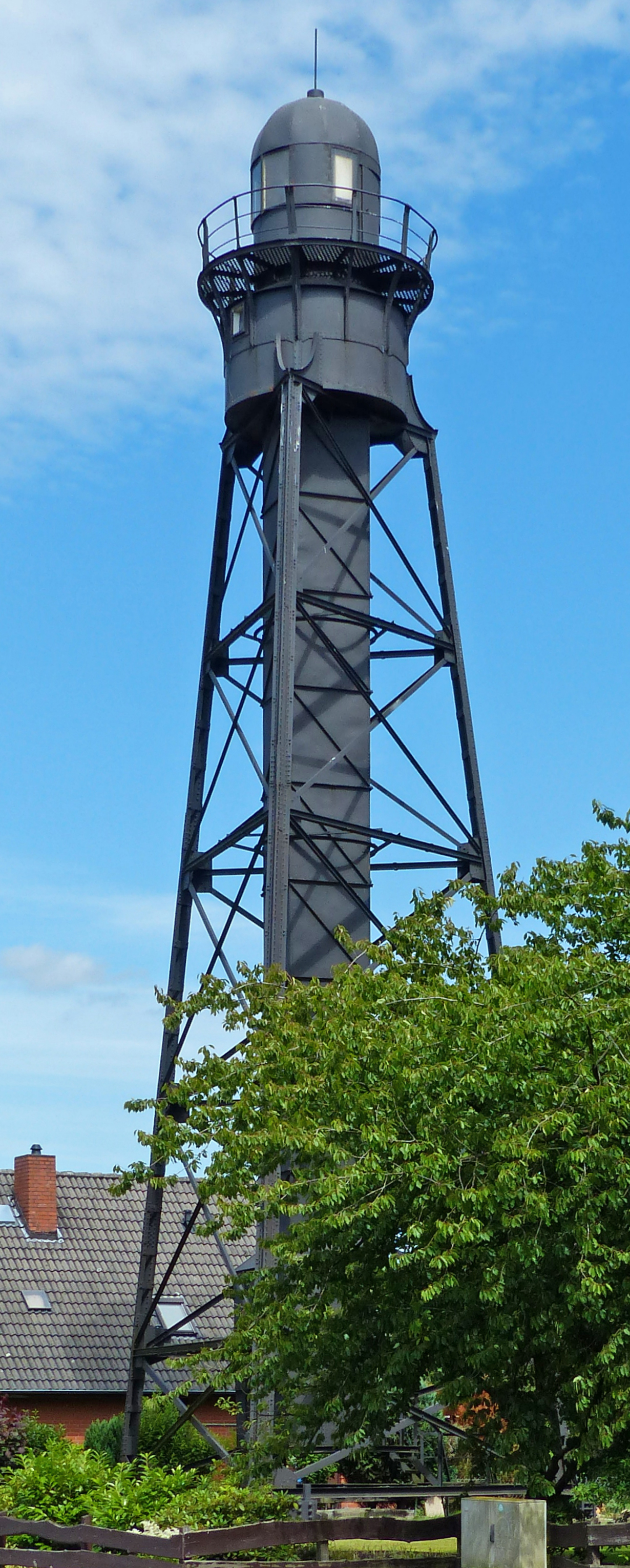
Schwarzer Leuchtturm Lemwerder, 1898, Stahlfachwerk mit verkleidetem Treppenaufgang
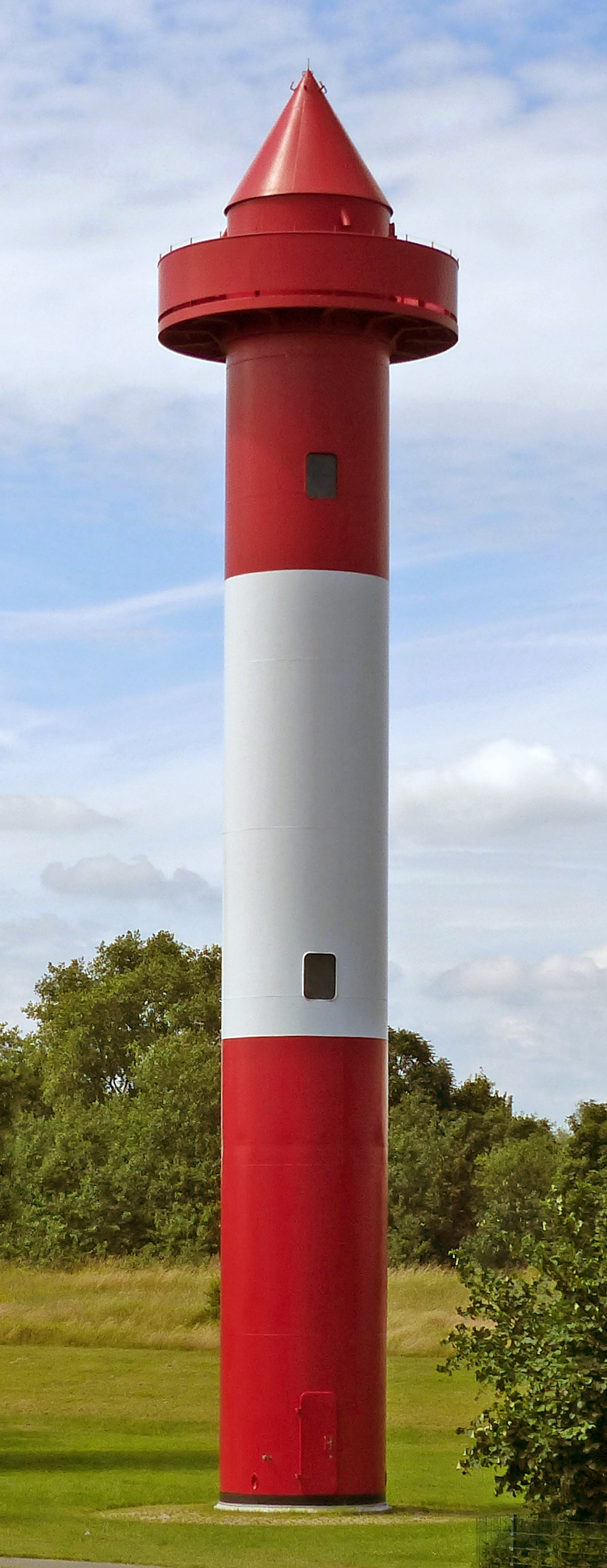
Leuchtfeuer Lemwerder, 1983, mit Stahlrohr als Turmschaft

Bis in das späte 20. Jahrhundert waren in der Nord- und Ostsee dort, wo die Errichtung von Leuchttürmen auf festem Grund nicht möglich war, vielfach Feuerschiffe positioniert, mit Leuchtfeuern in bis zu 45 Metern Höhe. Heute werden von der Deutschen Wasser- und Schifffahrtsverwaltung nur noch zwei Feuerschiffspositionen unterhalten. Das berühmteste deutsche Feuerschiff war die Elbe 1.
Bei engen Fahrrinnen werden Richtfeuer aus zwei synchronisierten Leuchtfeuern unterschiedlicher Höhe errichtet.

### Turmhöhe und Feuerhöhe

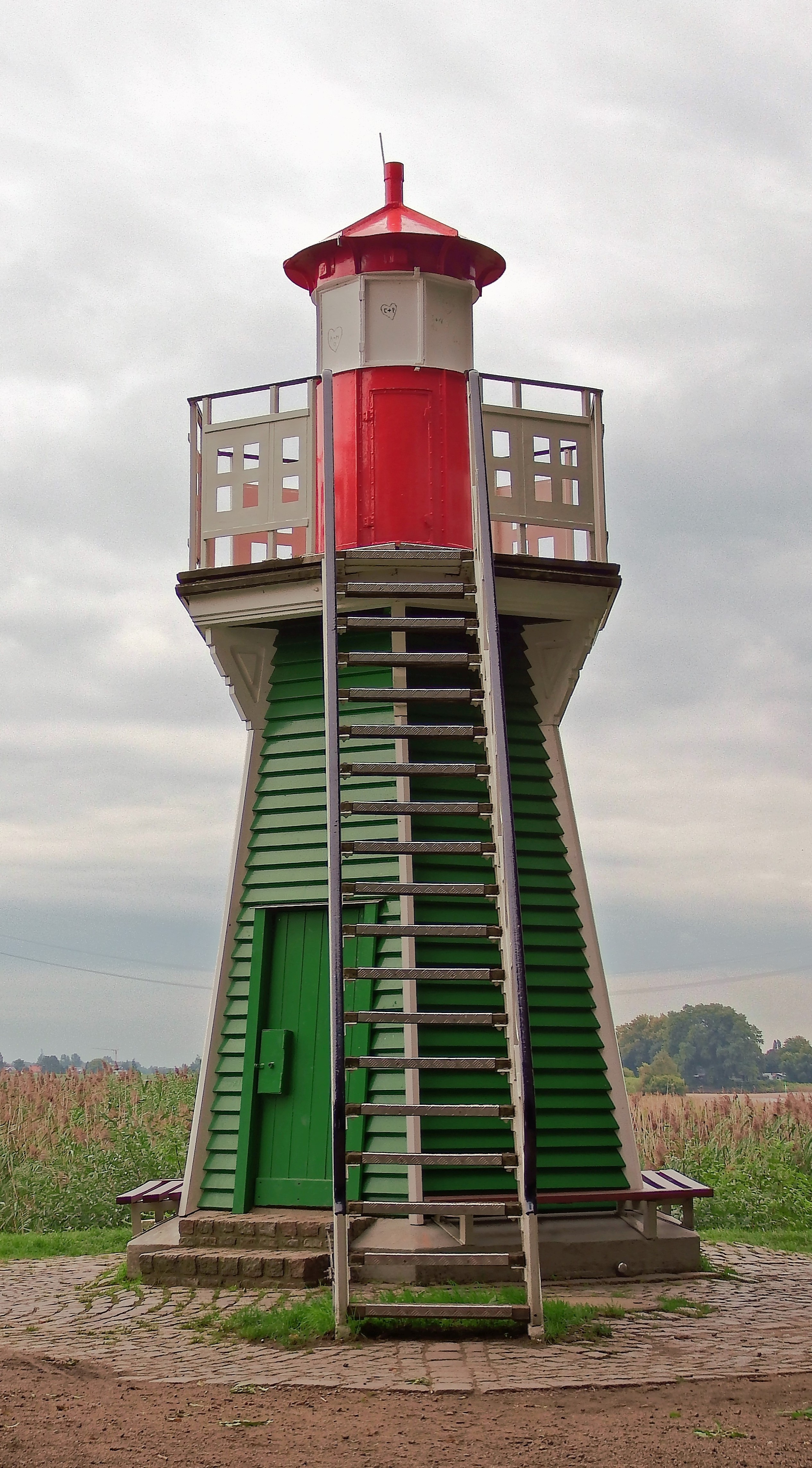
Bei kurzen Distanzen reicht eine geringe Höhe aus, wie beim Leuchtfeuer Bunthaus.

Als Feuerhöhe bezeichnet man den Abstand zwischen Wasserspiegel und Befeuerung. Aus Kostengründen ist es sinnvoll, den Leuchtturm auf einer küstennahen Anhöhe zu errichten, weil so die Turmhöhe bei gleicher Feuerhöhe niedriger ausfallen kann. In Extremfällen kann es jedoch sinnvoller sein, einen Leuchtturm an einer tiefer gelegenen Stelle zu errichten, wenn er dadurch in klareren Luftschichten steht. So wurde der alte, 238 m hoch gelegene Leuchtturm am Cape Point in Südafrika 1911 durch den niedriger gelegenen neuen Leuchtturm ersetzt, da der alte Turm sich zu oft im Hochnebel befand und sein Licht somit nicht so weit sichtbar war wie ursprünglich angenommen. Der Leuchtturm von Dschidda in Saudi-Arabien hat eine Turmhöhe von 133 Metern. Die höchste deutsche Befeuerung steht 114 m über der Ostsee auf dem Hotel „Maritim“ in Lübeck-Travemünde. Mit 67 Metern Höhe ist der Leuchtturm Wangerooge Deutschlands höchster Leuchtturm. Im Rahmen der Elbvertiefung wurde 2021 an der Unterelbe eine neue Richtfeuerlinie mit einer Turmhöhe von 32 Metern errichtet. Einer der kleinsten Leuchttürme dürfte das ehemalige Leuchtfeuer Bunthaus (1914–1977) auf der Bunthäuser Spitze (Unterelbe bei Hamburg) mit 6,95 Metern Turmhöhe sein.

### Optik

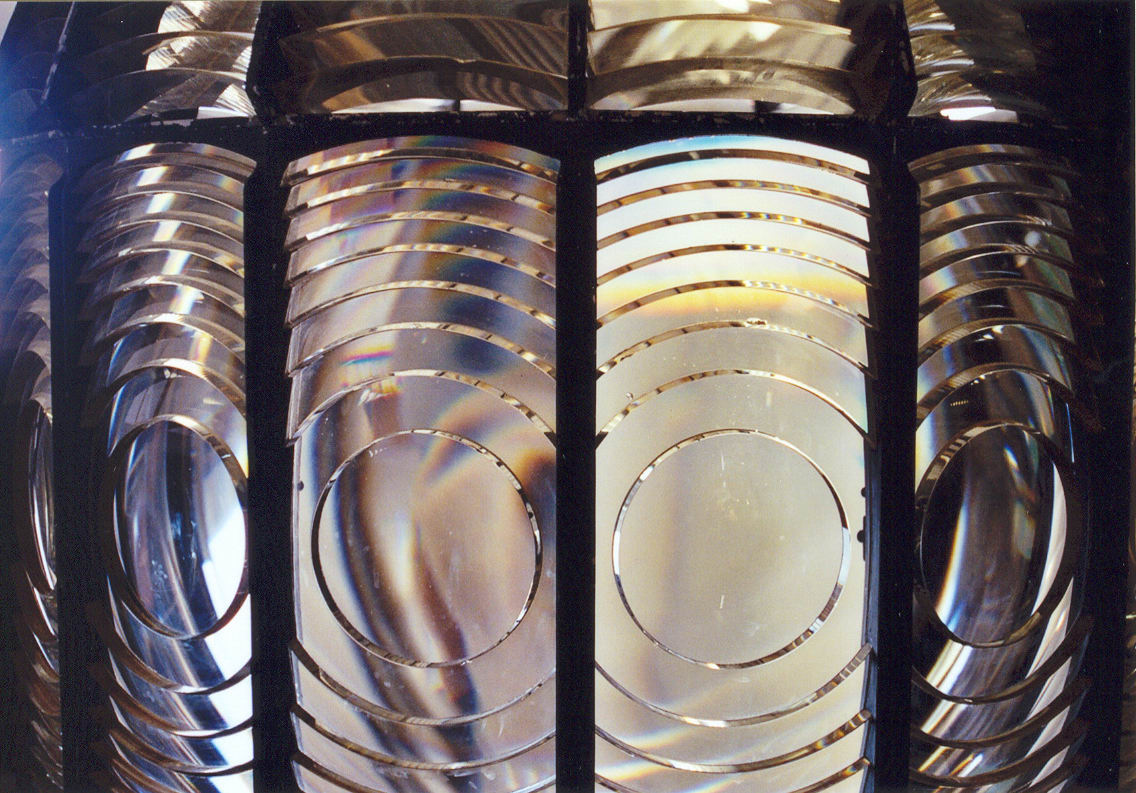
Fresnel-Linse

#### Bündelung
Als Leuchtfeueroptik werden seit etwa 1820 Fresnel-Linsen verwendet, die eine kompakte Bauform, ein relativ geringes Gewicht und einen hohen Öffnungswinkel haben. Mehrere Linsen sind vertikal aufgestellt und nebeneinander auf einem Kreis angeordnet. Der Kreis ist drehbar gelagert und die Bündel der Linsen erzeugen ein charakteristisches Blinkmuster. Auch Farbfilter sind zur zusätzlichen Codierung gebräuchlich. Aufgrund der Umdrehungszeit besitzt jeder Turm eine spezifische Wiederkehr und Kennung, die in Leuchtfeuerverzeichnissen und in Seekarten publiziert werden. Die Kennung wird gegebenenfalls durch Farbfilter geändert. Durch die Rotation der Linse erzeugt dies ein rhythmisches farbiges Blinken.

#### Lichtquellen
Als Lichtquellen kamen anfänglich offene Holz- und Kohlefeuer, später auch Öllampen zum Einsatz. Die Argand-Lampe setzte sich etwa ab 1800 durch. Später verwendete man Gasglühlicht und entwickelte sogar einen automatischen Glühstrumpf-Wechsler. Als Brennstoff wurde Petroleum verwendet, das zuvor durch die Hitze der Lampe verdampfte (zum Prinzip siehe auch Starklichtlampe).
Ab 1858 wurden Kohlebogenlampen erprobt. Man entwickelte zwar eine automatische Nachstellung der Kohlestifte, hatte aber dennoch einen gewissen Wartungsaufwand sowie weiterhin verschmutzte Abluft.
Ab den 1920er Jahren wurden Glühlampen eingesetzt. Bei Ausfall schwenkte eine Ersatzlampe in den Fokus. Heute kommen Halogen-Metalldampflampen zum Einsatz und zunehmend LED-Leuchtmittel.

### Reichweite

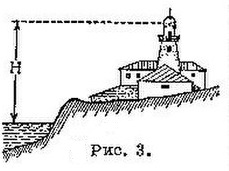

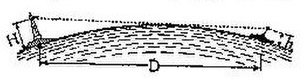

Die Reichweite der meisten Leuchtfeuer liegt – je nach Bauart und Umständen – zwischen 5 und 20 Seemeilen (sm). Sie hängt von verschiedenen Faktoren ab: Die geometrische oder geografische Sichtweite ist von der Erdkrümmung begrenzt und wird von den Höhenpositionen des Betrachters und des Leuchtfeuers sowie von geografischen Sichthindernissen beeinflusst. Hinzu kommen Lichtstärke und Farbe der Lichtquelle sowie die Qualität der Optik. Außerdem begrenzen das Wetter und die daraus resultierenden Sichtbedingungen die Reichweite. Den Wettereinfluss berücksichtigt man durch eine sogenannte Sichtweitenskala. Bei ungünstigen Wetterbedingungen ist die Lichtstärke durch Niederschläge, Schneefall oder Nebel vermindert. Letztlich stellt die Reichweite einen Kompromiss zwischen dem technisch Möglichen und dem Aufwand für Errichtung, Stromversorgung und Wartungskosten dar.
Wegen der Erdkrümmung nimmt die theoretische Reichweite mit der Wurzel der Turmhöhe und der Wurzel der Augeshöhe des Navigators zu. Wenn ein Leuchtfeuer gerade am nautischen Horizont („in der Kimm“) auftaucht oder verschwindet, kann seine Entfernung einfach berechnet und damit der Standort des Schiffes bestimmt werden. Die Formel kann mittels des Satzes von Pythagoras hergeleitet werden. Sind die Höhen von Leuchtfeuer und Navigator im Verhältnis zum Erdradius gering, lautet sie in vereinfachter Näherung:
{\displaystyle {\text{Distanz in Seemeilen}}\approx 1{,}9274\cdot \left({\sqrt {\text{Augenhöhe in Metern}}}+{\sqrt {\text{Feuerhöhe in Metern}}}\right)}

## Geschichte
Wie die Geschichte der Leuchttürme begann, ist nicht bekannt. Sicher ist, dass es im östlichen Mittelmeer bereits lange vor Christi Geburt regen Seehandel gab – und vermutlich auch Leuchtfeuer oder Leuchtsignale, um bei Dunkelheit den Heimathafen zu finden.

### Antike

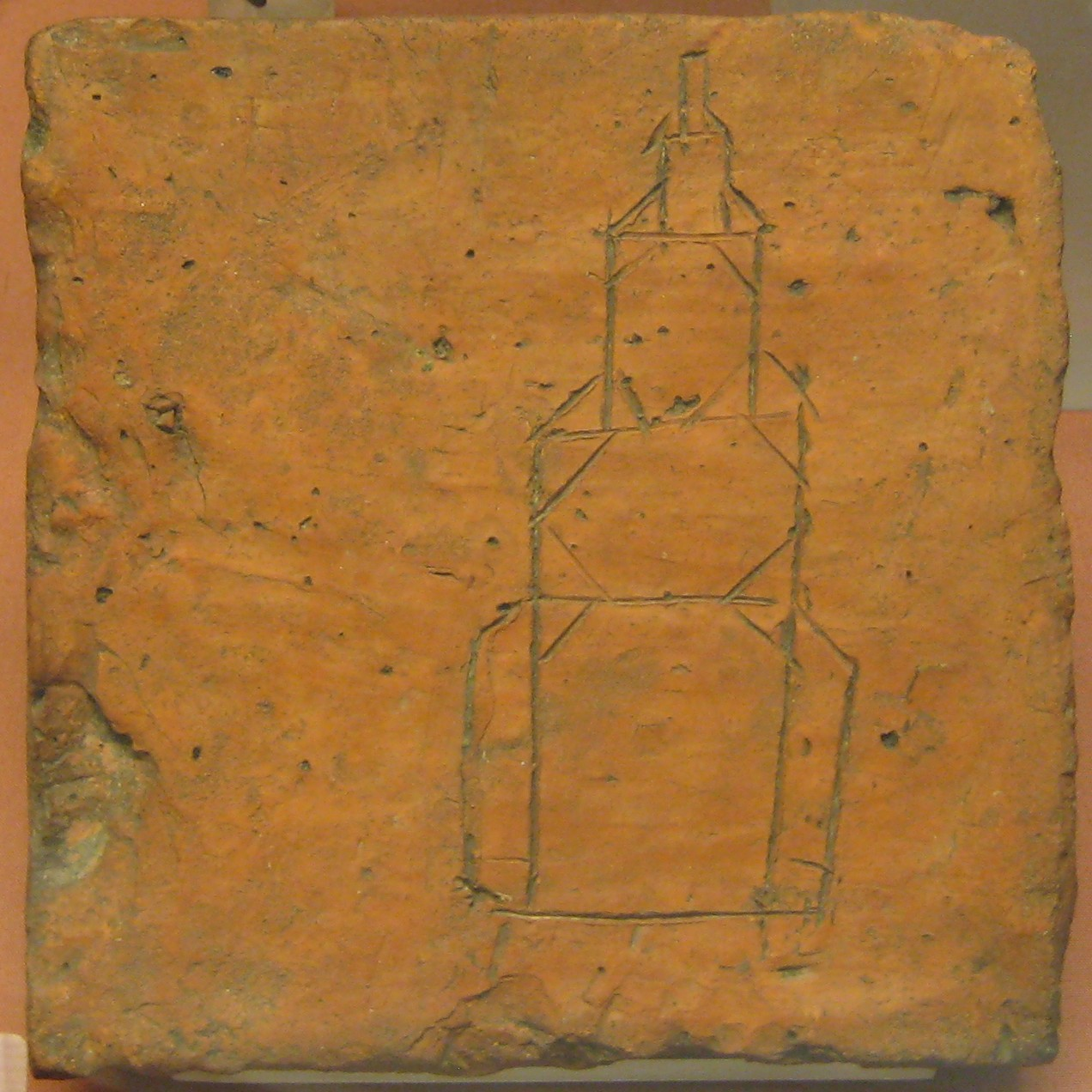
Antike Ziegelplatte, wohl aus London, mit eingeritzter Darstellung eines Leuchtturms (möglicherweise des römischen Leuchtturms von Dover)

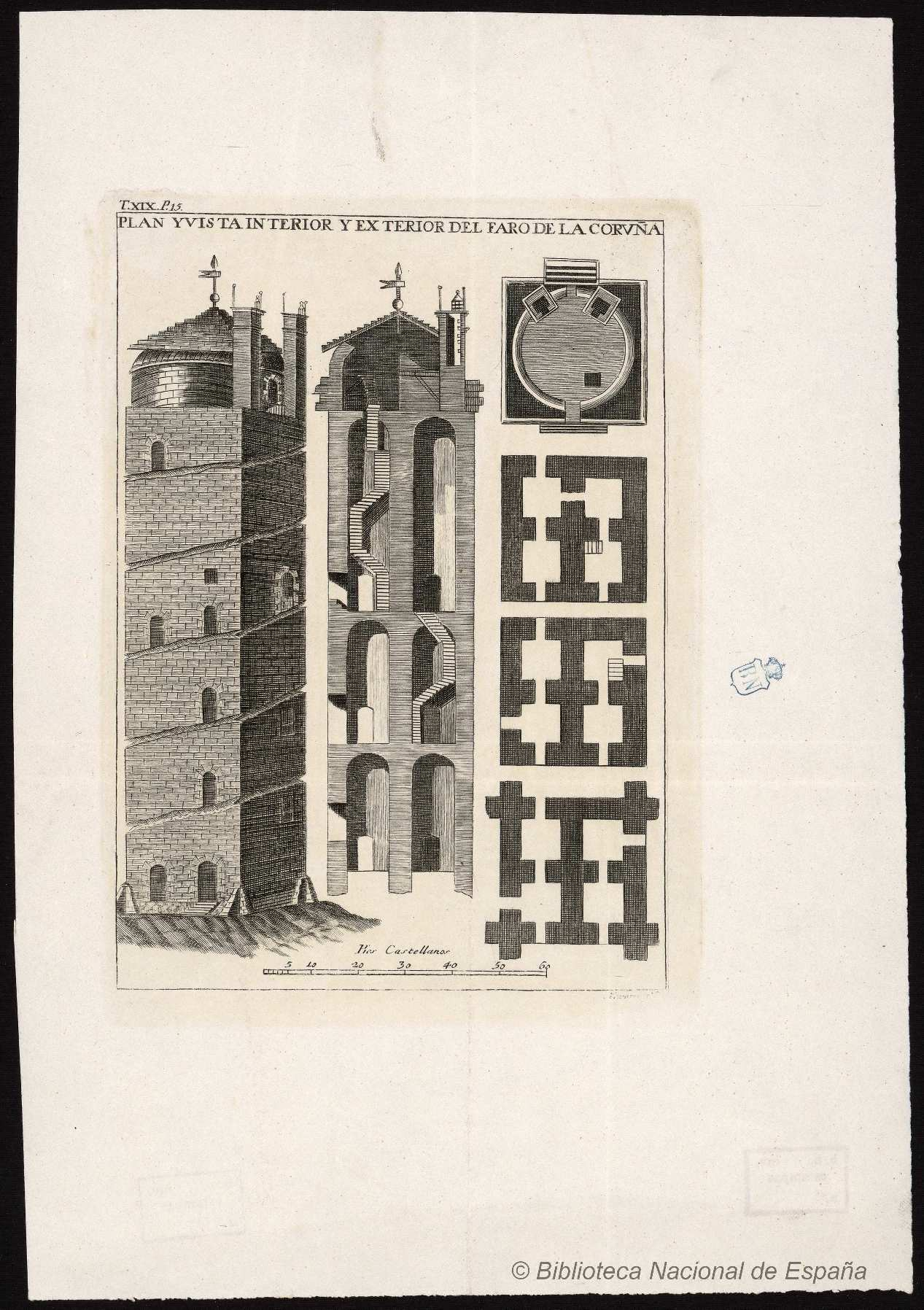
Zeichnung des Herkulesturms im spanischen A Coruña – ältester noch in Betrieb befindlicher Leuchtturm der Welt

Mindestens zwei antike Befeuerungsbauten sind überliefert, die beide um 300 v. Chr. entstanden: Der griechische Koloss von Rhodos und der ägyptische Pharos von Alexandria (errichtet zwischen 299 und 279 v. Chr., Höhe 115 bis 160 m). Allerdings ist unsicher, ob der Koloss von Rhodos wirklich als Leuchtfeuer diente. Er soll etwa acht Jahrzehnte gestanden haben, bis er 224 v. Chr. einstürzte. Der ägyptische Leuchtturm leuchtete dagegen über 1600 Jahre lang und stürzte erst im Jahr 1303 bei einem Erdbeben ein. Er ist Namensgeber des Begriffs Leuchtturm in den romanischen Sprachen und damit der Leuchtturmkunde, die heute als Pharologie bezeichnet wird.
Die Römer errichteten den Herkulesturm im galicischen A Coruña (Spanien), im Jahr 110 n. Chr. ließ ihn Gaius Sevius Lupus fertigstellen. Er war ursprünglich 36 m hoch und maß 18 m × 18 m am Fuß. Im Jahr 1791 wurde er ausgebaut und erhielt eine klassizistische Umhüllung. Der noch heute genutzte Turm ist damit der älteste funktionsfähige Leuchtturm der Welt und gehört seit 2009 zum UNESCO-Weltkulturerbe. Ältere Türme aus römischer Zeit wie der von Dover sind vielfach noch vorhanden, teils allerdings nur als Ruinen.
Abseits der Hochkulturen suchte die Seefahrt zu Beginn nach einfacheren Wegen, den Seefahrern heimzuleuchten. Fackeln und kleine Strandfeuer wiesen den Fischern nachts ihren Weg. Mönche empfahlen deren Betrieb als gottgefällige Aufgabe.

### Hansezeit

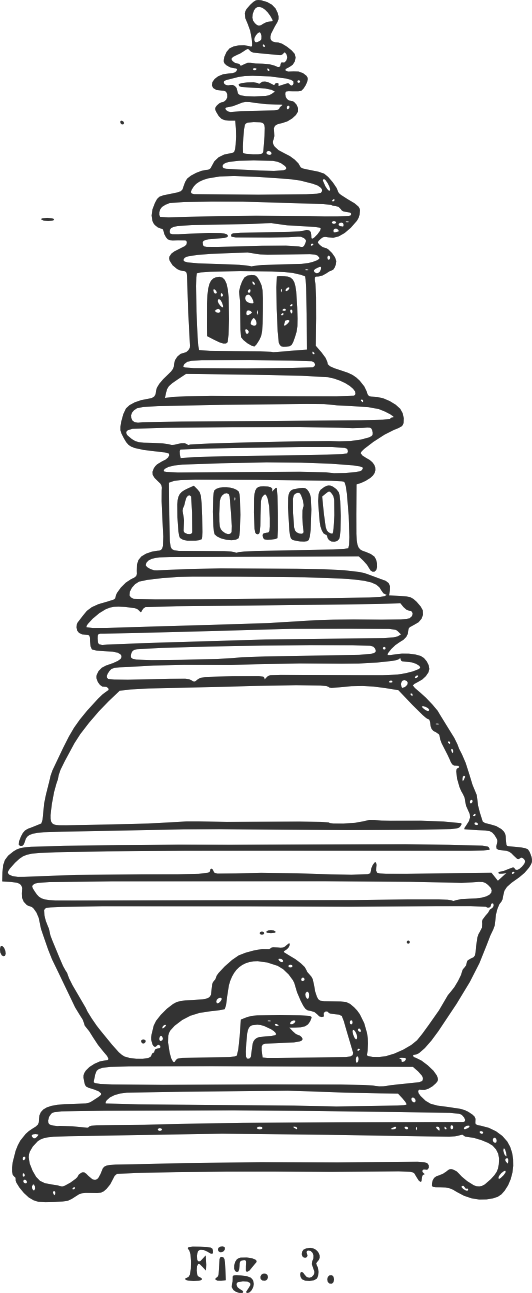
Kerzenlaterne des 13. Jahrhunderts

Vom 13. Jahrhundert an errichteten die Hansestädte der Ostseeküste Zufahrtsfeuer, oft als Kerzenlaternen auf vorgelagerten Inseln, zum Beispiel Lübeck (in Travemünde), Wismar, Rostock (in Warnemünde), Stralsund (auf Gellen), Greifswald und Danzig. Das bestehende Hafenzeichen in Travemünde wurde 1226 kaiserlich privilegiert. 1299 erhielt Hamburg die Nordseeinsel Neuwerk, um dort eine Feuerblüse zu errichten. Sie ist allerdings erst ab 1644 nachweisbar – zunächst war es der Hansestadt vor allem um die Sicherung der Elbzufahrt gegangen. Um 1625 folgte ein ständiges Leuchtfeuer auf Wangerooge; die Benutzung des alten Westturms bewährte sich aber nicht.

### Frühe Neuzeit
Deutlich verbessert wurden die Leuchtfeuer 1782 durch den Genfer Physiker Ami Argand (1750–1803) mit der (Hohldochtlampe) Argand-Lampe, einer Petroleumlampe. Erst später setzten sich Gasglühlichter durch. Schließlich entwickelte Augustin Fresnel (1788–1827) im Auftrag der französischen Regierung eine Lichtbündelung durch spezielle Linsen. Durch die Fresnel-Linsen steigerte sich die Reichweite der Leuchtfeuer erheblich.
Der regelmäßig blinkende Leuchtturm wurde von François Antoine Henri Descroizilles (1751–1825) erfunden. Ein Uhrmacher aus der nordfranzösischen Hafenstadt Dieppe fertigte den Mechanismus; der erste damit ausgestattete Leuchtturm ging im Mai 1787 am Bootsanlegesteg in Dieppe in Betrieb.
Im 18. Jahrhundert begründete der Lampenmacher Thomas Smith in Edinburgh eine Familiendynastie von Leuchtturmbauern, die insbesondere in Schottland über vier Generationen hinweg mehr als ein Dutzend Leuchttürme errichtete.

### Gegenwärtiger Nutzungswandel
Moderne digitale Navigationshilfen schmälern die heutige Bedeutung von Leuchttürmen, können aber visuelle Schifffahrtszeichen nicht vollständig ersetzen. Insbesondere beim Ausfall des GPS, der Elektronik oder der Stromversorgung stellen Leuchttürme eine unverzichtbare Absicherung dar, weshalb Leuchttürme auch zukünftig unterhalten werden müssen.
Die ehemaligen Personalräume und die Aussichtsplattform sind dagegen für den Leuchtturmbetrieb nicht mehr notwendig. Sie werden deshalb für touristische Zwecke (z. B. als Aussichtsturm) oder für gastronomische Zwecke genutzt. Vereinzelt dienen Türme auch als Unterkunft oder können für Hochzeiten gemietet werden.
Macías betont in seinem Kleinen Atlas der Leuchttürme am Ende der Welt auch die philosophische Funktion von Leuchttürmen:

„Sie sorgen dafür, dass andere sicher an ihr Ziel kommen und halten Wacht, wenn niemand sonst Wacht hält. Damit verdeutlichen Leuchttürme, wie sehr der Mensch auf andere Menschen angewiesen ist.“

## Verbreitung
Leuchttürme sind auf allen Kontinenten einschließlich der Antarktis vorhanden und stehen vor allem an Meeresküsten. Einige Leuchttürme befinden sich zudem
- an Ufern und Mündungen größerer Flüsse (z. B. Sankt-Lorenz-Strom, Elbe, Weser)
- an den Ufern einiger großer Binnenseen (z. B. Bodensee, Titicacasee).

Der höchstgelegene Leuchtturm der Welt ist Faro de Puno in Peru (3810 Meter Höhenlage + 9 Meter Bauwerkshöhe). Der einzige Leuchtturm Bayerns ist der Neue Leuchtturm in Lindau (zuvor der Mangturm einige Meter entfernt).